# Велики амерички роман
Велики амерички роман (понекад скраћено ГАН/GAN) јесте канонски роман за који се сматра да отелотворује суштину Америке и који се на неки начин бави питањем америчког националног карактера.
Термин је креирао Џон Вилијам де Форест у есеју из 1868. Иако је де Форест поменуо Чича Томину колбу (1852) Харијет Бичер Стоу као могућег кандидата. Приметио је да велики амерички роман највероватније још није написан. Писац Хенри Џејмс употребио је скраћени израз, ГАН, 1880.
Практично, многи интелектуалци користе овај термин да означе мали број књига које су историјски биле чвориште дискусија и које су оствариле велики успех, укључујући Мобија Дика (1851), Авантуре Хаклбери Фина (1884) и Великог Гетсбија (1925). Међутим, не постоји консензус о томе који роман, или романи, заслужују титулу великог америчког романа.
Идеја је еволуирала и наставила се у модерно доба, иако је амерички национални развој довео до тога да су је неки одбацили као више неприменљиву. Почетком 1900-их концепт великог америчког романа је сматран „изумрелим као додо“. Идеја је полако ревитализована од 1920-их па надаље. Клајд Брајон Дејвис и Филип Рот написали су романе о великом америчком роману.
Од настанка концепта низ романа је проглашен великим америчким романом, од Последњег Мохиканца (1826, до Невидљивог човека (1952). Писци и академици су коментарисали прагматику термина, различите типове великих америчких романа и однос концепта према раси и роду. Предложени су еквиваленти великом америчком роману, као што су велика америчка слика, серија и песма.

## Историја
Док је књижевна фикција писана и објављивана у Британској Америци још у 17. веку. Тек се у 18. веку појавио посебан идентитет Сједињених Држава, када су се први пут појавила дела која се сматрају америчком књижевношћу. Идентитет САД као нације развијао се упоредо са развојем њене књижевности. Средином века, идеја да америчка књижевност превазилази европске књижевности почела је да настаје. Поједини аутори наводе да велики амерички роман није у потпуности постао концепт све до краја грађанског рата у Америци. Лоренс Бјуел је 1840. видео као почетак писања романа који ће се касније сматрати великим америчким романом.
Израз Велики амерички роман настао је у есеју из 1868. писца из периода Америчког грађанског рата Џона Вилијама де Фореста. Он је критиковао роман Последњи Мохиканац (1826) и коментарисао да не заслужује да се назива великим америчким романом. Изразио је своје дивљење ка делима Вашингтона Ирвинга и Натанијела Хоторна, али и тврдио да нису достојни титуле ГАН. На крају је закључио да велики амерички роман тек треба да буде написан. Године 1880, писац Хенри Џејмс је поједноставио термин са иницијализмом „ГАН“.

### Развој
Термин је убрзо постао популаран, његова свеприсутност је сматрана клишеом и омаловажавана од стране књижевних критичара. Буел је навео да је концепт виђен као део веће националне, културне и политичке консолидације. Према Шрву, како је концепт растао, појавили су се критеријуми за велики амерички роман:
- Мора да обухвати целу нацију и да не буде превише заокупљено одређеним регионом
- Мора бити демократски по духу и форми.
- Аутор мора да је рођен у Сједињеним Државама или да је натурализовани грађанин који доживљава САД као своју државу.
- Права културна вредност дела не сме бити призната по објављивању[3]

Навод Џорџа Нокса из 1969. у American Quarterly тврди да су на прелазу века многи критичари оклевали да се позивају на идеју великог америчког романа, због могућег исмевања. Ово се наставило до средине двадесетог века, када су академије почеле да одбацују велики амерички роман као „наивно аматерски сан из доба реализма“. Бернард Ф. Рогџерс је 1974. приметио да „ГАН“ заиста припада деветнаестом веку, а не двадесетом. Едит Вортон се 1927. пожалила да концепт великог америчког романа има уски поглед и да се „увек односи на мејнстрим, географски, друштвено и интелектуално“. Такође је сматрала да су тврдње о великом америчком роману изношене пречесто; некада иронично измишљајући велики амерички роман месеца. У то време, такође је постало повезано са мушким вредностима.
Упркос овом критичком занемаривању, многи писци су, према Максин Хонг Кингстон, желели да створе следећи велики амерички роман; Аптон Синклер и Синклер Луис су настојали да створе велики амерички роман са Џунглом (1906) и Бебит (1924). „Шаблони“ и „рецепти“ за велики амерички роман настали су у нади да ће помоћи писцима.
Седамдесетих година прошлог века дошло је до општег оживљавања концепта, при чему је Њујорк тајмс највише користио фразу, укупно 71 пут. Том Перин, у књизи American Literature in Transition, 1970–1980 из 2018. године, спекулише да је ово оживљавање било последица „значајних забринутости током деценије“.
У 21. веку, концепт је добио нови, проширенији облик; мимо, пре свега, бриге научника и ка популистичком ставу. Шрв је то назвао „метом за свет интернета опседнут списковима“; о његовој релевантности и остваривости се често расправља. Адам Кирш је 2013. године тврдио да „тешко да неко ових дана говори о великом америчком роману без ироније“. Иако је Кирш признао да књиге као што је Ротова Америчка пасторала (1997) указују на то да су писци и даље заинтересовани за стварање великог америчког романа. Коментаришући место великог америчког романа у 21. веку, Стивенс Шапиро је рекао да је „Можда ГАН тема за коју расте интересовање када је постојећи светски систем усред трансформације, док америчка величина на свим пољима брзо бледи“. Тони Тулатимут је одбацио концепт као „утешни романтични мит, који погрешно претпоставља да је заједничко значајнија од индивидуалног“.

## Анализа

### Расни и родни коментари
Према британском писцу Мартину Амису, имигранти или „неамериканци“ били су кључни у еволуцији великог америчког романа. Он је указао на чињеницу да су многи аутори великих америчких романа били странци или имигрантског порекла, попут Владимира Набокова. Према Луси Сколс, у чланку за Би-Би-Си онлајн, на еволуцију великог америчког романа у великој мери су утицали „разни таласи имиграције који су запљуснули америчку обалу.
Аника Баранти Клајн је изјавила у чланку за Book Riot  да је „еклатантан проблем де Форестовог концепта његова неподношљива белина”. Ригоберто Гонзалес је приметио да „ГАН сматра велике животе тих људи које је америчка књижевност маргинализовала“. Кирш је тврдио да су кандидати за велики амерички роман често покушавали да „премосте расне поделе“. Неколико критичара и теоретичара је приметило да су 70-их Јевреји постали део ГАН. Перин је рекао да је то била деценија процвата за оно што је Хоберек назвао јеврејски ГАН. Соломон је 1972. био болестан од „лепих јеврејских синова који пишу ГАН“. Арон Латам је у чланку из 1971. године истакао Рота и Мејлера као Јевреје који су желели да напишу следеће ГЈН и ГАН.
Однос великог америчког романа према мушкости, поједини писци су видели као проблем. Гертруда Стајн се једном жалила да, као лезбијка и Јеврејка, неће моћи да напише велики амерички роман. Џојс Керол Оутс је на сличан начин сматрала да би „жена могла да напише такво дело, али онда то не би био ГАН“. Вијет Тан Нгујен је навео да је један од прећутаних аспеката великог америчког романа претпоставка да га могу написати само бели људи“. Лора Милер је написала, у чланку у Салону, да су „претпоставка и ратоборност оличене у овом идеалу одвратиле многе америчке списатељице“. Такође је приметила да су многи ликови у кандидатима за велики амерички роман мушкарци: „представа да би женска фигура могла да служи истој сврси подрива сам концепт великог америчког романа“.

### Тумачења
Постоји неколико различитих тумачења онога што чини велики амерички роман. Неки кажу да осликава разнолику групу која се суочава са питањима која представљају „јавне догађаје или кризе које дефинишу епоху“. Џон Скалци је сматрао да роман мора да буде свеприсутан, значајан и да анализира Америку кроз морални контекст, да би роман био велики амерички роман. Де Форест је на сличан начин сматрао да велики амерички роман мора да ухвати „суштину“ Америке, а њен квалитет је небитан.
Писац А. М. Хоумс је рекао да специфична употреба велики не би требало да буде изјава о квалитету, већ пре, о експанзији; у овом контексту, сматрала је да је написала велики амерички роман са „Нека нам буде опроштено“ (2012). Норис је делио слична осећања, рекавши да  "то све зависи од тога шта подразумевате под великим, шта мислите под америчком“. Мислио је да размишљања о томе шта се квалификује као „велико“ или „америчко“ показују патриотску несигурност.
Коментатори су наводили да је концепт искључиво америчке природе. Новинар Џон Волш понудио је националног равног у виду Рата и мира руског писца Лава Толстоја (1869); Бјуел је сматрао да је Аустралија једина земља која је поновила америчку потрагу за концептом.  Сколс је рекао да се велики амерички роман одувек сматрао сродним европској књижевности Роџерс је сматрао да ГАН не мора да има америчке протагонисте или да се одвија у Америци и да не треба да подржава патриотизам или национализам.
Бјуел идентификује више типова великих америчких романа. Први је онај који је подложан мистицизму и издржава тест времена. Други је „романтика поделе“, која замишља националне расцепе у „облици породичне историје и/или хетеросексуалне љубавне везе“ — раса често игра улогу. Треће, онај који обухвата амерички сан и види како се његов протагонист издиже из мрака. Четврто, романи који се састоје од разноликог састава ликова „замишљених као друштвени микрокосмос или авангарде ” и који су смештени у догађаје и кризе који служе да „конституишу слику ’демократског’ обећања или нефункционисања”. Бјуел је такође рекао да спекулативна научна фантастика може бити основа за могући пети тип.
Спекулишући о де Форестовим намерама приликом осмишљавања идеје великог америчког романа и коментаришући њен развој, Шерил Стрејд је написала: Што се тиче недостатка консензуса, критичар А. О. Скот га је упоредио са Јетијем, чудовиштем из Лох Неса и Бигфутом, јер су многи људи — „[тврдили] да су то видели“.

### Еквиваленати у другим медијима
Предложени су еквиваленти великом америчком роману у другим медијима. На пример:
„Велика америчка слика“
- Америчка готика (1930) ― Грант Вуд
- Кравља лобања: црвена, бела и плава (1930) ― Џорџија О’Киф[27]
- Ноћне птице (1942) ― Едвард Хопер

„Велика америчка серија“
- Породица Сопрано (1999–2007) ― Дејвид Чејс[28]
- Људи са Менхетена (2007–2015) ― Метју Вајнер

„Велики амерички филм“
- Прохујало са вихором (1939) ― Виктор Флеминг
- Чаробњак из Оза (1939) ― Виктор Флеминг

„Велика америчка песма“
- Гетисбуршка адреса (1863) ― Абрахам Линколн

Де Форест је тврдио да се „Велика америчка песма“ може створити тек након што су Сједињене Државе искусиле стотине година демократије; међутим, веровао је да бивелики амерички роман могао бити написан много раније. Џес Зафарис је сугерисао да Марвелови стрипови Џека Кирбија и Стена Лија одговарају термину.

## Значајни кандидати
| Година | Насловница | Роман                                          | Портрет | Аутор                 | Реф.                 |
| ------ | --- | ---------------------------------------------- | --- | --------------------- | -------------------- |
| 1826   | | Последњи Мохиканац                             | | Џејмс Фенимор Купер   | [ 31 ] [ 32 ]        |
| 1850   | | Скерлетно слово                                | | Натанијел Хоторн      | [ 33 ] [ 34 ]        |
| 1851   | | Моби Диk                                       | | Херман Мелвил         | [ 5 ] [ 15 ]         |
| 1852   | | Чича Томина колиба                             | | Харијет Бичер Стоу    | [ 35 ]               |
| 1884   | | Авантуре Хаклбери Фина                         | | Марк Твен             | [ 17 ] [ 36 ] [ 37 ] |
| 1895   | | Црвени знак храбрости                          | | Стивен Крејн          | [ 38 ]               |
| 1899   | | McTeague                                       | | Френк Норис           | [ 39 ]               |
| 1925   | | Велики Гетсби                                  | | Ф. Скот Фицџералд     | [ 40 ] [ 41 ] [ 42 ] |
| 1925   | | Мушкарци више воле плавуше                     | | Анита Лос             | [ 43 ] [ 44 ]        |
| 1936   | | Авесаломе, Авесаломе!                          | | Вилијам Фокнер        | [ 15 ] [ 45 ]        |
| 1939   | | Плодови гнева                                  | | Џон Стајнбек          | [ 46 ] [ 47 ]        |
| 1951   | | Ловац у житу                                   | | Џером Дејвид Селинџер | [ 48 ] [ 49 ]        |
| 1952   | | Невидљиви човек                                | | Ралф Елисон           | [ 50 ] [ 51 ]        |
| 1953   | | Доживљаји Огија Марча                          | | Сол Белоу             | [ 14 ]               |
| 1955   | | Лолита                                         | | Владимир Набоков      | [ 17 ]               |
| 1960   | | Убити птицу ругалицу                           | | Харпер Ли             | [ 22 ] [ 52 ]        |
| 1973   | The silhouette of a row of buildings is situated at the bottom of this bright orange cover. "Gravity's Rainbow, Thomas Pynchon" is printed in bold text in the center. | Дуга гравитације                               | | Томас Пинчон          | [ 53 ] [ 54 ] [ 55 ] |
| 1985   | | Крвави меридијан или Вечерње црвенило на запад | A title page reading "Blood Meridian or The Evening Redness in the West" with the author's name, "Cormac McCarthy", positioned below the title. | Кормак Макарти        | [ 56 ] [ 57 ]        |
| 1987   | | Вољена                                         | | Тони Морисон          | [ 25 ] [ 58 ]        |
| 1991   | | Амерички психо                                 | | Брет Истон Елис       | [ 59 ] [ 60 ]        |
| 1996   | | Бескрајна лакрдија                             | | Дејвид Фостер Волас   | [ 61 ] [ 62 ]        |
| 1997   | | Подземље                                       | | Дон Делило            | [ 14 ] [ 63 ] [ 64 ] |
| 2010   | | Слобода                                        | | Џонатан Францен       | [ 14 ] [ 65 ]        |
| 2012   | | Телеграфска авенија                            | | Мајкл Шејбон          | [ 66 ] [ 67 ]        |